# Down by the River (cântec de Milky Chance)
"Down by the River" este un cântec inspirat din muzica folk a formației germane Milky Chanse. Este al doilea single de pe albumul lor de debut, Sadnecessary, pe 28 martie 2014  prin casa de discuri Lichtdicht Records. Piesa a intrat în topuri în țări precum Franța, Germania, Elveția și Marea Britanie. Piesa a fost scrisă si produsă de membrii trupei. Cântecul apare pe coloana sonoră pentru  jocuri video publicate de EA Sports, FIFA 15.

## Sensul
Înțelesul piesei, așa cum a explicat vocalistul trupei, Clemens, într-un comentariu, este chiar despre un râu; Fulda, pentru a fi mai exact. Piesa a fost scrisă pe baza unei experiențe ce a avut în josul râului. 

## Versiuni
| Digital download – EP |                                           |         |  |
| Nr.                   | Titlu                                     | Lungime |  |
| 1.                    | „Down by the River” (Radio Edit)          | 3:42    |  |
| 2.                    | „Down by the River”                       | 4:03    |  |
| 3.                    | „Down by the River” (FlicFlac Radio Edit) | 3:53    |  |
| 4.                    | „Down by the River” (FlicFlac Club Mix)   | 5:11    |  |

|Franța (SNEP)
|64|Germania (Media Control Charts) 
|39|Elveția (Schweizer Hitparade) 
|72|UK Singles (Official Charts Company) 
|79
| Graficul (2014) | oziția în top |
| --------------- | ------------- |

## Lansare
| Regiune  | Data           | Format           | Eticheta   |
| -------- | -------------- | ---------------- | ---------- |
| Germania | 28 martie 2014 | Download Digital | Lichtdicht |